# Pachtounes
Pour les articles homonymes, voir Afghan et Pathan.
Les Pachtounes (en pachto : پښتون ; en persan : پشتون ; en ourdou : پختون) ou Pathans (en ourdou : پٹھان ; en hindi : पठान paṭhān) ou Afghans (pachto :أفغان) sont un peuple  iranien divisé en plusieurs grandes tribus et parlant surtout le pachto.
Peuple fondateur de l’Afghanistan moderne avec Ahmad Shah Durrani au XVIIIe siècle, les Pachtounes ont par ailleurs donné leur nom au pays, « afghan » étant un synonyme de « pachtoune ». La population pachtoune la plus importante se trouve toutefois au Pakistan, surtout dans la province de Khyber Pakhtunkhwa qui a pris leur nom. Il représenterait selon les sources  entre 42 % et 40 % de la population totale de l'Afghanistan, (en absence d'un recensement officiel), et 10 % de celle du Pakistan.
La ligne Durand établie en 1893 répartit les territoires pachtounes entre Afghanistan et Raj britannique, dont une partie est devenue le Pakistan en 1947, divisant le peuple pachtoune entre ces deux États.

## Caractéristiques générales

### Population

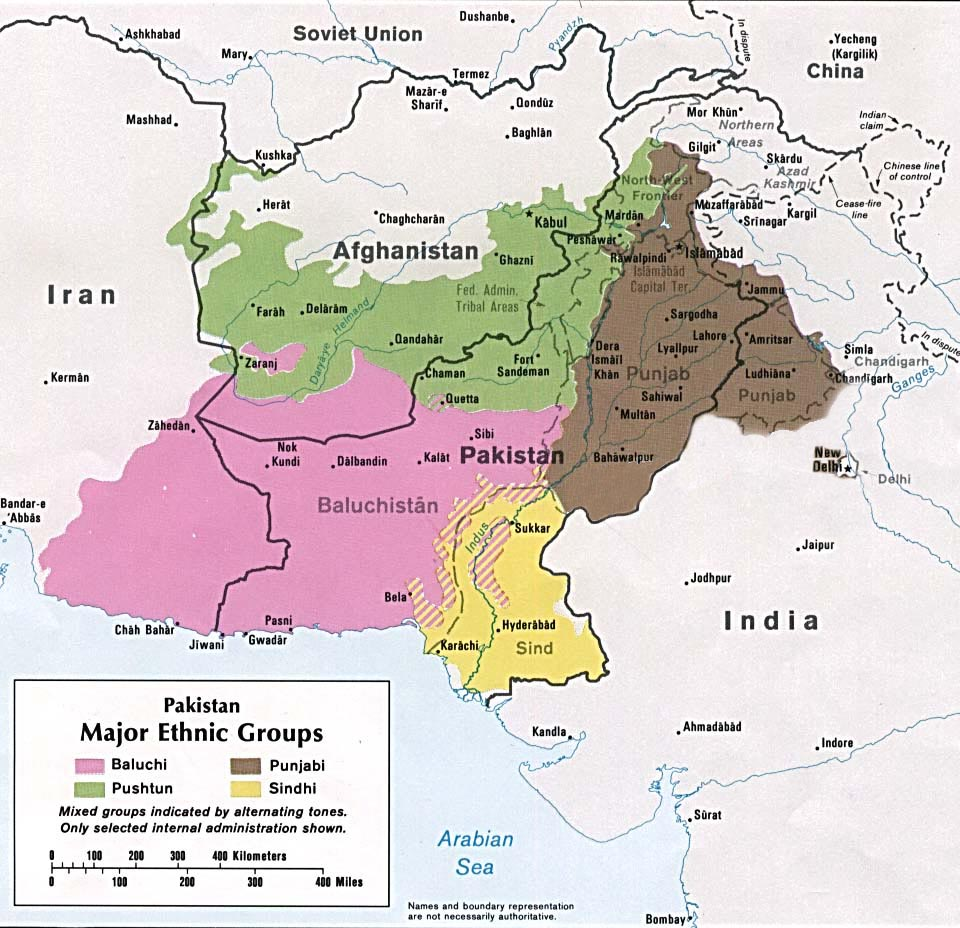
Carte de 1980 montrant en vert les territoires habités par les Pachtounes

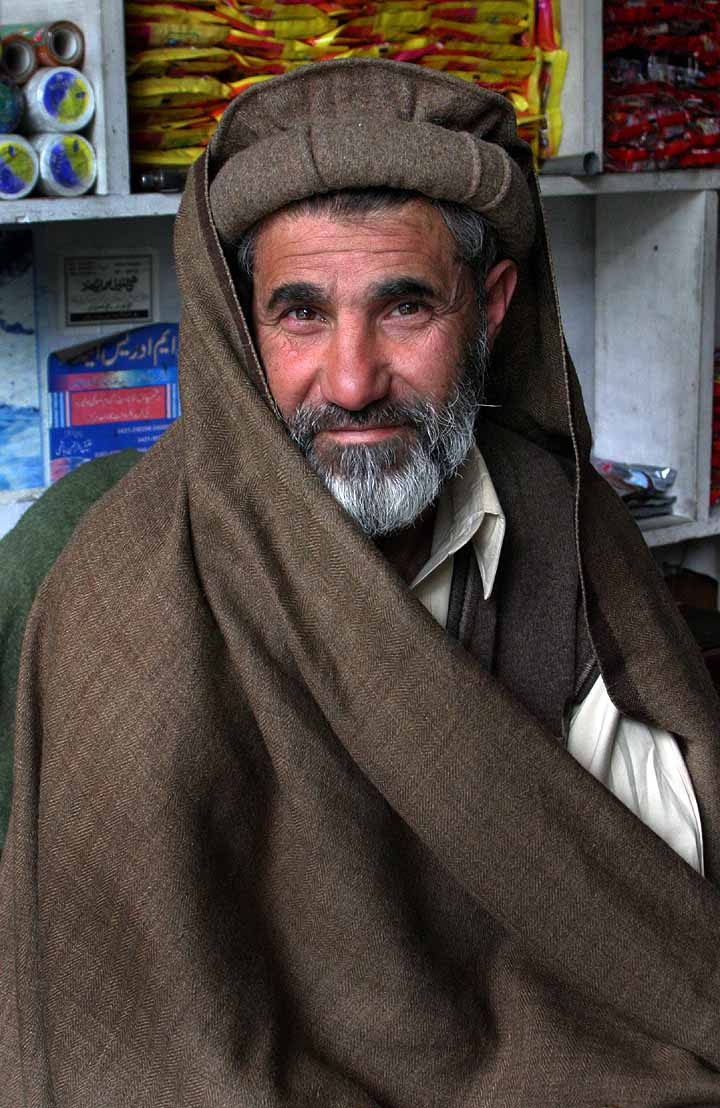
Homme pachtoune du nord du Pakistan.

Les Pachtounes parlent le pachto, une langue indo-iranienne qui est une des langues diplomatique et administrative de l'Afghanistan. Ils ont une histoire très ancienne et mouvementée, ils ont pu montrer leur influence à travers différentes périodes de l'histoire notamment sous les empires moghol, perse, khorassan ou autres.
Les Pachtounes ont par ailleurs donné indirectement leur nom au pays ; le mot afghan étant un ethnonyme exonyme synonyme de pachtoune.
Les Pachtounes sont environ 60 millions à travers le monde ; ils sont généralement musulmans sunnites hanafites. Les Pachtounes vivent principalement au Pakistan et en Afghanistan.
La majorité d'entre eux vivent au Pakistan, principalement dans la province de Khyber Pakhtunkhwa qui porte leur nom. La capitale de la province, Peshawar, est une ville historiquement très importante pour ce peuple. Les Pachtounes sont également majoritaires dans le nord de la province du Baloutchistan, notamment dans la ville de Quetta, capitale de la province. On trouve également d'importantes minorités dans plusieurs grandes villes, où les Pachtounes ont immigré récemment pour des raisons souvent économiques. Ils sont ainsi plus deux millions à vivre à Karachi, où ils représentent 14 % de la population, mais sont également nombreux dans la capitale Islamabad (23 %) et à Rawalpindi (12 %). Bien que la majorité des Pachtounes se situent au Pakistan (43,6 millions de locuteurs du pachto selon le recensement de 2023), ils y sont très minoritaires (18,2 % de la population totale du pays, contre 15,2 % en 1998).
En Afghanistan, les Pachtounes dominent historiquement et politiquement le pays depuis sa création en 1709. Un certain nombre de Pachtounes ont émigré au cours des 30 ans de guerre qu'a connus l'Afghanistan. Une diaspora pachtoune vit en particulier aux États-Unis, en Europe et en Australie.
La fierté et l'hospitalité sont des valeurs phares dans la culture et la tradition de ce peuple « guerrier », qualifié par le romancier et journaliste Joseph Kessel « de peuple invincible » du fait de sa résistance à tous les envahisseurs.
Les Pachtounes pratiquent une danse spécifique très ancienne, l'« attan » ou « khattak dance », ayant pour fond sonore traditionnel deux instruments de musique très populaires, la flûte et le dohol. En Occident, les Pachtounes sont connus en particulier à travers le « rubab », instrument de musique quasi-mythique.

### Pachtounwali
Le Pachtounwali est une sorte de code de moralité traditionnelle partagé par les Pachtounes.
Parmi ces règles, il y a notamment nemestia, l'hospitalité inconditionnelle offerte à l'individu qui la demande, quelle que soit son origine, quoi qu'il ait fait par ailleurs. En 1975 par exemple, un paysan de la région de Kandahar qui avait égorgé un routard français a été condamné par les tribunaux à la pendaison, non pour cet assassinat mais pour n’avoir pas respecté la nemestia.
Elle a comme corollaire nanawatai (pardon), une autre obligation qui implique la protection par tous les moyens de celui qui la réclame auprès d’un chef de village, de clan ou de tribu. En 2005 par exemple, le soldat américain Marcus Luttrell est en fuite dans la zone frontalière pakistanaise après l'échec d'une mission d'infiltration. Dans sa fuite, il obtient la protection d'un membre de la tribu Sabray malgré les menaces des talibans. Oussama Ben Laden bénéficie de cette même règle à partir de 1996.
Les cinq autres valeurs du code sont la vengeance (badal), le comportement chevaleresque (ghairat/nang), la séparation des sexes (purdah), la défense de l’honneur (namus) et la recherche de consensus par la tenue d’assemblées (jirgas).
Le Bacha Bazi est une coutume considérée comme strictement taboue dans le monde, mais très répandue parmi les Pachtounes. Cependant, la coutume est commune à tous les peuples d'Afghanistan, y compris les Tadjiks et les Hazaras.

### Personnalités pachtounes

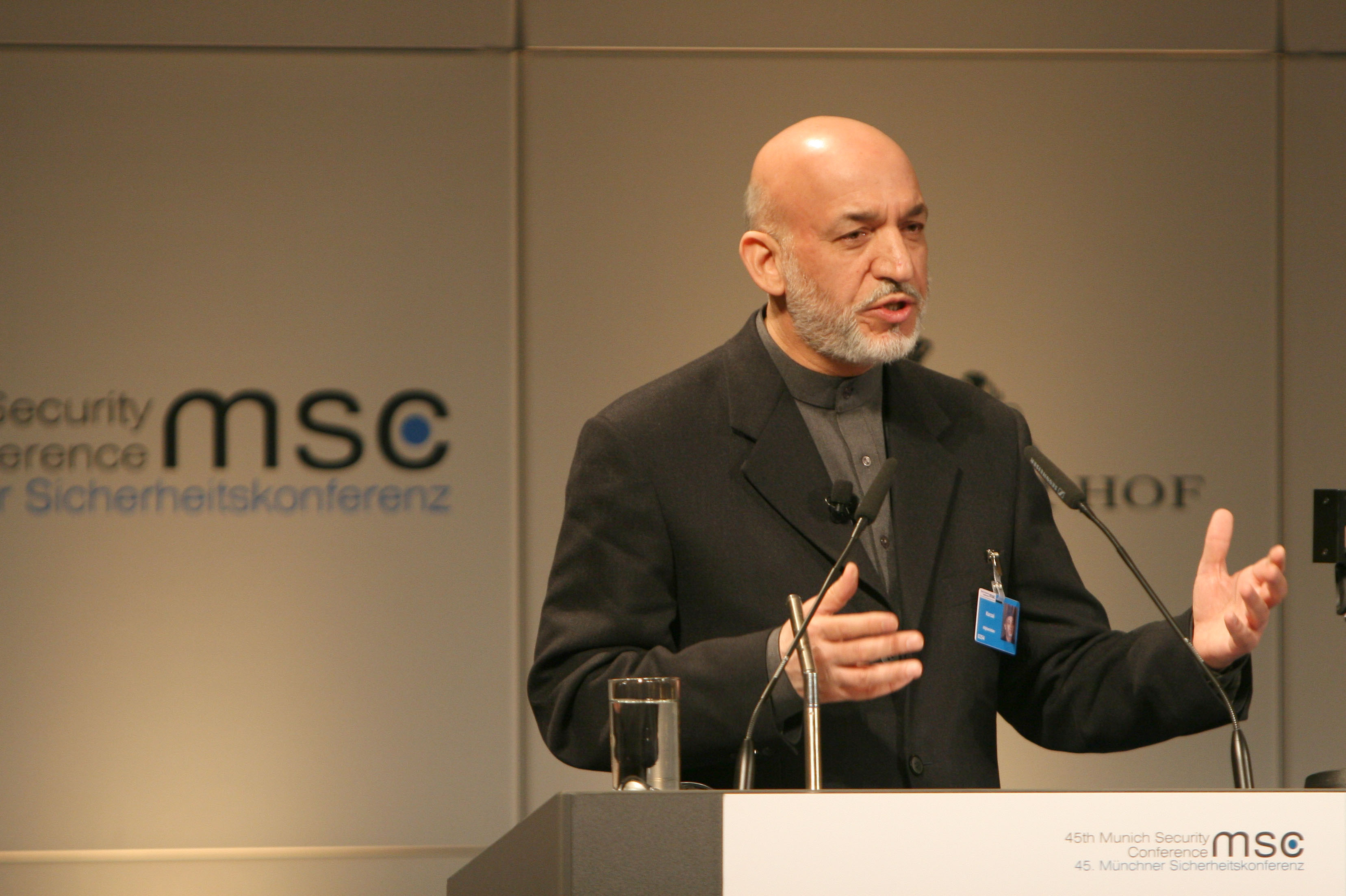
Hamid Karzai, président d'Afghanistan de 2001 à 2014.

En Afghanistan, la majorité des personnalités politiques, artistiques, intellectuelles, scientifiques, populaires est pachtoune. La femme pachtoune est représentée par Sharbat Gula dans National Geographic en 1985. Le chef fondateur de groupe Taliban Mohammad Omar mort en 2013 et l’actuel chef Haibatullah Akhundzada sont pachtoune.
Les voix pachtounes de Farhad Darya, et Zarsanga sont écoutées par les Afghans du monde entier. Des Pachtounes en Inde comme les acteurs Shahrukh Khan et Salman Khan, le chanteur Amir Khan, ou le réalisateur Kader Khan, sont célèbres. Zalmay Khalilzad, ambassadeur des États-Unis auprès des Nations unies, est d'origine pachtoune. Abdul Ahad Mohmand est le premier musulman à aller dans l'espace. Le mollah Mohammad Omar, chef des talibans, est pachtoune. Parmi les autres personnalités : l'ex-roi Mohammad Zaher Shah, l'économiste Ashraf Ghani (président de 2014 à 2021), le musicien Mirwais Stass, Omar Zakhilwal, « l'Elvis Presley afghan » Ahmad Zahir, l'économiste Anwar ul haq Ahadi, le poète guerrier Khoshal Khan Khattak, les sultans d’Inde de la dynastie des Khaldjî et de la dynastie des Lodi, Sher Shah Suri, Ahmad Chah Durrani le père fondateur de l'Afghanistan moderne, Wazir Akbar Khan, Khan Abdul Ghaffar Khan surnommé « Badshsh Khan », militant pacifiste aux côtés du Mahatma Gandhi pendant la dissolution de l'Inde britannique. Malala Yousafzai, Prix Nobel de la paix 2014, est membre de cette ethnie.

## Rôle dans le conflit actuel en Afghanistan
De nombreux Pachtounes vivant de part et d'autre de la frontière entre l'Afghanistan et le Pakistan, sont en contact avec les Talibans qui disposent eux-mêmes de bases dans les deux pays. La collaboration des chefs des tribus pachtounes contre les Talibans est un objectif des États-Unis, qui sont allés jusqu'à proposer 500 000 dollars à ceux-ci en échange de leur lutte contre les Pachtounes pro-talibans.

## Tribus
La décomposition des pachtounes en tribus, sous-tribus, clans et sous-clans est très complexe et sa restitution par les Occidentaux est facilement entâchée d'erreurs 
Les tribus sont partagées en quatre grands groupes tribaux : Sarbans, Batans, Ghurghusht et Karlans[réf. nécessaire].
- Ahmadzai
- Achakzai
- Afridi
- Akakhel
- Akbarzai
- Akhunzada
- Alekozai
- Alizai
- Amerkhel / Amarkhel
- Aminzai
- Awan
- Baburkhel
- Bahadurzai
- Bangash
- Barakzai
- Bazai
- Bhittani
- Chamkanni
- Daftanai
- Daudzai
- Daulatzai
- Darpa Khel
- Dilazak
- Dostikhal
- Durrani[4]
- Edo-Khel
- Ferozkhel
- Gandapur
- Gigiani
- Ghilzai[4]
- Ghoriakhel
- Hakimzai
- Orakzai
- Ibrahimkhel
- Ishaqzai
- Jabarkhel
- Jahangiri
- Jadoon
- Kakar
- Kakazai
- Katawazi
- Karimzai
- Khalils
- Kundi
- Kharoti
- Khattak
- Lodhi
- Mahsud
- Mallagori
- Mangal
- Marwat
- Miankhel
- Mirzakhel
- Mashwanis
- Mohabbat
- Mohamedzai
- Mohmand/Moomand
- Musazai
- Musakhel
- Nasseri/Nasiri
- Nayebkhel
- Niazi
- Noorzai
- Nuhani
- Omarkhel
- Orakzai
- Oriakhill
- Popalzay
- Pyarokhel
- Sapai
- Safi
- Salarzai
- Shahbazkhel
- Shamalzai
- Swati
- Sherzai
- Shilmani
- Shinwari
- Shirani
- Stanekzai
- Suleimonkhel
- Suri
- Tanoli
- Taraki
- Tarkani
- Tareens
- Umarzai
- Utman Khel
- Wardak
- Wazirs
- Wur
- Yousafzai/Esapzey
- Zadran
- Zazi (Dzadzi)